# Sullair Argentina
Sullair Argentina S.A. es una empresa argentina dedicada a la fabricación, alquiler y venta de equipamiento para la industria y generación de energía para diversos mercados. Ubicada en el barrio de Barracas, la empresa cuenta con más de 15 sucursales en Argentina y Brasil, con una flota de alquiler de más de 3000 equipos.

## Prestaciones
Sullair Argentina fabrica compresores de aire (bajo licencia de Sullair Corporation), comercializa plataformas para trabajos en altura, manipuladores telescópicos, torres de iluminación, generadores de energía, y maquinarias para movimiento de tierra (topadoras, excavadoras y motoniveladoras, entre otras).
En su planta de la provincia de San Luis, fabrica anualmente 800 equipos compresores de aire a tornillo, diésel y eléctricos, estacionarios y portátiles. Actualmente, existen más de 10.000 compresores de aire Sullair en funcionamiento en Argentina.

## Áreas de aplicación
Algunas de las áreas de aplicación son:
- Construcción civil, naval, excavaciones, perforaciones, trabajos de montajes de estructuras, instalaciones, electricidad, luminarias.
- Procesos industriales que requieren calidad de aire y energía ininterrumpida.
- Minería y obras de infraestructura, que requieren equipos de movimiento de tierra para su construcción.
- Generación de energía de emergencia en edificios inteligentes, hospitales, bancos, supermercados, aeropuertos.
- Eventos de gran envergadura, como recitales, que requieren energía, el uso de plataformas para trabajo en altura y manipuladores telescópicos, como así también torres de iluminación.

## Historia
Sullair Argentina comienza sus operaciones en el año 1979 como una compañía de alquiler y venta de compresores de aire. En el año 1982 comienza a fabricar compresores de aire en la provincia de San Luis. Durante los diez años siguientes extiende sus actividades a la generación de energía. En 1993 ingresa en el mercado de las plataformas para trabajo en altura y manipuladores telescópicos. En 1998 incluye el servicio de alquiler de equipos para movimiento de tierra. 
En el año 2000 adquiere Mills Rental en Brasil, una compañía de alquiler de máquinas de altura, y durante los diez años siguientes expande sus negocios en la región, consolidándose como líder en generación de energía y alquiler de maquinaria pesada.

## Productos comercializados por Sullair Argentina
- Compresores de aire
- Generadores de energía
- Plataformas para trabajos en altura
- Manipuladores telescópicos
- Torres de iluminación
- Movimiento de tierra
- Minicargadoras
- Cargadoras con retroexcavadora
- Cargadoras frontales
- Miniexcavadoras
- Excavadoras
- Motoniveladoras
- Topadoras
- Compactadoras de suelo
- Compactadoras de asfalto